# Saint-Gor
Saint-Gor é uma comuna francesa na região administrativa da Nova Aquitânia, no departamento Landes. Estende-se por uma área de 60,25 km². Em 2010 a comuna tinha 313 habitantes (densidade: 5,2 hab./km²).